# Canais em Nauru
Canais em Nauru foram criados artificialmente através de aberturas feitas no recife que circunda toda a ilha para permitir e/ou facilitar a atracação de barcos e iates.
- Gabab, próximo de Yaren (localização da Caverna Moqua)
- Gadu, próximo a Denigomodu
- Gago (também escrito Gato)
- Gagori, próximo a Uaboe
- Ganaba
- Ganabereber
- Ganama, próximo a Ewa
- Ganara
- Ganeno
- Ganiamwe
- Ganibawo, próximo a Boe
- Ganiwuro
- Ganokwang
- Gatoe
- Gonge, próximo a Ewa (também escrito Onge)
- Gonokwoy